# Колхидский заповедник
Колхидский заповедник — не существующий ныне заповедник на западе Грузии близ города Поти.

## История
В 1935 году в устье реки Риони между городом Поти и селом Патара-Поти был создан комплексный Потийский заповедник площадью 1000 Га. В январе 1947 года заповедник был перенесён на правый берег реки Пичори. Площадь новой территории составила 500 Га. Заповедник был создан для сохранения ландшафта болот и низинного колхидского леса. В 1951 году Колхидский заповедник был упразднён. В январе 1959 года восстановлен на прежней территории. С 1972 года был административно подчинён Сатаплийскому заповеднику.
В 1999 году Колхидский заповедник вошёл в состав вновь созданного национального парка Колхети.

## Флора
Большая часть территории заповедника была занята девственным низинным ольховым  лесом, заросшим лианами. На территории заповедника произрастали виды, занесённые в Красную книгу Грузинской ССР: дуб Гартвиса, кувшинка колхидская, кувшинка желтая, молиния прибрежная, панкраций морской, лапина крылоплодная и инжир.

## Фауна
Заповедник отличался большим количеством птиц. На территории заповедника обитали виды, занесённые в Красную книгу Грузинской ССР: орлан белохвост, орёл могильник, скопа, змееяд, большая и малая белые цапли и усатая синица.
Из млекопитающих на территории заповедника обитали кавказская и обыкновенная выдра, шакал, кабан, косуля и др.